# NBC交響楽団
NBC交響楽団（英語: The NBC Symphony Orchestra）は、アメリカに1937年から1954年までの間存在したオーケストラである。その後継団体シンフォニー・オブ・ジ・エア（The Symphony of the Air）は1963年まで活動を継続した。20世紀の名指揮者アルトゥーロ・トスカニーニの演奏をラジオ放送することを主目的に編成され、彼のタクトのもと、多くの録音を残したことで著名である。本項でもトスカニーニとの関係を中心に記述する。

## 歴史

### サーノフの目論見
NBC交響楽団の生みの親は、RCA社の会長デイヴィッド・サーノフ（英語版）であった。RCA社は1926年からラジオ放送ネットワークNBCを運営しており、同ネットワークは主にフィラデルフィア管弦楽団およびボストン交響楽団の演奏の放送を行って好評を博していた。1930年からはライヴァルであるCBSも同様にニューヨーク・フィルハーモニックの演奏（主としてトスカニーニ指揮による）を毎土曜午後に放送していた。サーノフは決してクラシック音楽に明るかったわけではないが、オーケストラ演奏が多くの聴取者に好まれていること、そしてそれが一般聴取者にも知られた有名指揮者による場合、その効果は絶大であることを承知していた。
サーノフはトスカニーニに着目した。トスカニーニは既に定期コンサート活動からの引退を表明し、ニューヨーク・フィルハーモニックとの最終公演を1936年4月29日、カーネギー・ホールで行ったばかりだった。同年秋、サーノフはトスカニーニとニューヨーク・フィルに対して米大陸横断ツアーと、NBCによるその放送を提案したが、これには好回答は得られなかった。
そこでサーノフは、さらに大掛かりなプロジェクトを考案した。放送のため、それも大指揮者トスカニーニの放送のために、オーケストラをまったく新規に創設するという計画である。翌1937年1月、既にイタリアに帰国していたトスカニーニとの接触が持たれ、放送主体のオーケストラというプランに大筋で了解を得た。トスカニーニからの条件は、そのオーケストラがアメリカで最良と考えられていた3楽団、ニューヨーク・フィル、フィラデルフィア管弦楽団およびボストン交響楽団と同レヴェルでなくてはならない、というものだった。

### 交響楽団の出発
1937年2月5日にこの新オーケストラ「NBC交響楽団」（the National Broadcasting Company's Symphony Orchestra）の創設がサーノフ、トスカニーニの連名で正式発表された。正式契約ではトスカニーニは演奏曲目、ソロイスト、合唱団、客演指揮者の選択、オーケストラ楽団員の人事権などに関して最終的な権限を持つこととされており、NBC交響楽団はまさに「トスカニーニのオーケストラ」としてスタートすることになった。彼はまたその際、オーケストラ団員の選抜ならびに訓練のために、当時クリーヴランド管弦楽団の音楽監督を務めていたアルトゥール・ロジンスキとの契約を要求し、容れられている。トスカニーニはザルツブルク音楽祭での客演時にロジンスキを深く知り、その手腕に信頼を置くようになったと考えられている。
ロジンスキの監督下、団員のオーディションは急ピッチで進んだ。参加申込みは全米のみならず、欧州各国からも積極的だった。大恐慌の影響で他のオーケストラの給与水準が必ずしも満足行くものでなかったこと、緊迫化するヨーロッパの政治情勢からの逃避の動き、といった外的条件がNBC響の編成を後押ししていた。最終的には92人の楽団員が雇用された。うち31人はNBC局内の既存オーケストラから、61人は外部からで、特に管楽器では米国内の他有名オーケストラからの引き抜きが多かったようである。
1937年11月2日には早くもオーケストラの初コンサートが「ドレス・リハーサル」と銘打って放送されている。この時トスカニーニはまだ米国に戻っておらず、指揮はロジンスキであった。曲目はウェーバー『オベロン』序曲、そしてリヒャルト・シュトラウス『英雄の生涯』である。 
もっとも、ロジンスキによるこの訓練期間は問題も多かった。彼は楽団員との不必要とも思える衝突を繰り返したのである。ロジンスキはこの時45歳、もともと不安定で怒りっぽい性格であり、また大指揮者トスカニーニが戻ってくるまでの短い期間にオーケストラを全米屈指の水準にまで仕上げなければならない、という義務観が彼をさらに不安にしたと考えられている。結局親会社NBCは、トスカニーニのデビュー日までをすべてロジンスキの指揮で演奏、放送するという当初計画を変更、急遽ピエール・モントゥーにいくつかのコンサートを任せている。ちなみに、ロジンスキはスラヴ系オーストリア人、モントゥーはトスカニーニと世代の近いフランス人であり、同団は多様な三人のもとで初期の形を整えることができた。

### RCA、NBC、トスカニーニ
NBC交響楽団の設立とその運営の実態については、以下のような証言や報告がある。
1937年11月8日、トスカニーニは自分との契約のため多くの従業員が解雇されるという報告を受け、NBCに関する契約の破棄を申し出た。NBC側の交渉役サミュエル・チョチノフ（Samuel Chotzinoff）は驚き、「契約に際し1名の音楽家も解雇されません。それどころか、貴殿との契約によりNBCはフルオーケストラの創設にたどり着き、需要の増した技術・広報・報道の各部署に数名の人員を採用することとなりました」と虚偽の返電を送った。トスカニーニはチョチノフを友人と考えていたため、（おそらく真実を知らないまま）契約破棄を思い留まったが、実際は新規採用の61名の代わりに局内オーケストラの多くの楽員が解雇されたと推測されている 。
また、NBC響を説明する際、決まり文句のように「トスカニーニひとりのために交響楽団を設立」という表現が使用されることが多いが、この点に関する疑義もある。すなわち、事実は従来からの局内オーケストラ内に「NBC交響楽団」として活動するグループを組織しただけではないかという指摘である。
ハギンによると、楽員はトスカニーニ指揮による週末のコンサートのリハーサルと本番以外に、他の多くの番組のための演奏に参加せねばならず、その状態は1945年1月にブルーネットワーク（Blue Network）と呼ばれるラジオ放送の系列をNBCが売却するまで続いたという。1945年以降も半数が局内オーケストラとの掛け持ち、半数がエキストラであり、後者にはジャズの演奏家も含まれていたという。ハギンは、1950年までのNBC響の演奏が最上と言えない理由として、楽員のこのような不安定な就労形態を挙げている。
サックスによると、1938年時点の局内オーケストラの人員は115名であり、週30時間の契約時間を「トスカニーニ用」と「その他の番組用」で折半することになっていたが、このことをトスカニーニには意図的に知らせなかったという。しかし1940年冬には、トスカニーニもこれらの事実の概要を知った。
では、なぜNBCはさまざまな無理を重ねて交響楽団を持とうとしたのか。その背景として「ラジオで音楽を楽しむ」という放送文化が当時発達途上であったという指摘がある。当然生じた局同士の競争で優位に立ち、ラジオ受信機・蓄音機・レコードの販売を促進するという要請があったはずである。そこで、（トスカニーニへの敬意や愛情でなく）この競争を勝ち抜く戦略のひとつとして専属交響楽団の設立が企画され、ネームバリューのあったトスカニーニをひとつの有力な「駒」として起用したのだと推測される。サックスは、「（以下要約）RCAはトスカニーニを“資産”であると見なしたが、彼の存在に社の将来がかかっているなどというばかげた考えをする者は社内にいなかった。むしろ、NBC響は費用対効果が悪く全面的に解体すべきであると考える取締役が多かった」と書いている。
事情が明らかになるにつれ、トスカニーニにも不満が募ってきたが、NBC響は巨大企業RCAの末端に過ぎず、要求を出そうにもそれを聞くべき理事会がそもそも存在しなかった。トスカニーニはそれまで「気に入らないことがあれば要求を出し、それが受け入れられなければ去る」という態度で歌劇場やオーケストラと対峙してきたが、そのやり方は20世紀の米国の大企業には通用しなかった。
山田治生は、「NBC響はトスカニーニのために用意されたオーケストラであったが、トスカニーニのオーケストラではなかった」「ある意味、NBC響は親会社であるRCAという大企業のアクセサリーに過ぎなかったともいえる。トスカニーニにしても、NBC響の音楽監督ではなく、人事権もなく、組織の中で確固としたポジションを持っているわけでもなかった」と述べている。

### トスカニーニの初指揮
トスカニーニのNBC響への初御目見えは1937年のクリスマス、12月25日であった。曲目はヴィヴァルディ『調和の霊感』より第11番、モーツァルトの交響曲第40番、そしてブラームスの交響曲第1番であった。
初シーズンでトスカニーニは10週にわたり10コンサートを指揮、放送する契約だったが、放送が好評だったこと、トスカニーニ自身もNBC響の出来に満足だったこともあり、さらに1コンサートが追加された。加えて数回の慈善コンサートが放送なしで行われた。

### その後の関係
トスカニーニとNBC響との関係は概して良好だったが、17年の間に危機がなかったわけではない。
トスカニーニは楽団員のレベルが低いと考えた場合、情け容赦なく退団を命じた。また、リハーサル中不満があるとイタリア語で悪態をつき中断することもしばしばで、それは一種の恐怖政治だったことは間違いない。もっともこれはNBC響に対してのみでなく、スカラ座、ニューヨーク・フィルなどの前任地、また客演時も同様であった。
最大の危機は1941年から1942年のシーズンに訪れた。1940年冬頃、NBCに対する不信感を決定的にする出来事が起き、NBC側から辞任を促されたトスカニーニは1941年春にNBC響を辞任した。NBCは、レオポルド・ストコフスキーを常任に据えた。
トスカニーニがNBC響の何に不満だったのか、正確なところはわかっていない。契約上はトスカニーニが全権を掌握することになっていたにもかかわらず、面従腹背状態の親会社NBCの彼の意に反する人事、（客演指揮者による）コンサートを行ったためとの説、ヨーロッパでの戦乱がトスカニーニを不安に陥れていたためとの説などがある。
皮肉なことに、トスカニーニとNBC響を再び結びつけたのはこの戦争であった。1941年12月6日、米国の参戦直前に彼は「防衛国債（defence bonds）」購入を呼びかける財務省主催の慈善コンサートのため、（渋々）NBC響の指揮を行っている。そして米国参戦後には「客演指揮者」として大々的に復帰し、いつの間にか彼と交響楽団との関係は元に戻ったのである。1942年から1943年のシーズンからはストコフスキーと並んで常任指揮者の地位に復帰、ストコフスキーが去った1944年から1945年のシーズンからは再び単独の常任指揮者として君臨する。
この間、1942年にはショスタコーヴィチの交響曲第7番をどちらがアメリカ初演するかを巡って、ストコフスキーと激しく争っている。最終的にその栄誉はトスカニーニの手中に落ち、同年7月19日にそれはスタジオから全米、ならびに短波でヨーロッパに向けて放送された。
大戦終了後のトスカニーニは、再興なったスカラ座などヨーロッパへの客演も再開したが、活動の中心は常にNBC響であった。1950年4月からは、専用列車を仕立て2か月で22都市を巡る大々的な全米ツアーも挙行され、大成功している。

### トスカニーニの引退
しかしトスカニーニは、次第に自らの衰えを意識するようになる。記憶力の衰えにより（トスカニーニは視力に問題があり、暗譜での指揮を信条としていた）、リハーサル中に自らの勘違いから激怒してしまう、本番中に集中力が途切れ演奏が乱れる、などの事態が発生する。ただ、トスカニーニの引退を妨げていたものは、NBC響との強い結びつきだったのも確かである。仮に彼が指揮台を去ればNBC響はその存在意義を失い、解散させられるのは彼の目にも明らかだった可能性もある。
最終的にトスカニーニは、87歳を迎えた1954年3月25日付のRCA社会長サーノフ宛の手紙で引退を表明した。4月4日が最終のコンサートとなった。同夜は当初ブラームスの『ドイツ・レクイエム』の予定だったが、集中力を維持できないと感じたトスカニーニにより、ワーグナー作品のみのプログラムに差し替えられた。引退の事実の公表はそれまで差し控えられ、放送終了後にNBCのニュース速報が伝えた。
同夜のトスカニーニは感情の昂ぶりからか集中を欠いていたとも言われており、『タンホイザー』の「序曲とバッカナーレ」では指揮を中断してしまい演奏を混乱させた。その際、中継放送は「技術上の障害」としてブラームスの交響曲第1番の録音を流した。さらに、プログラム最終に『マイスタージンガー』前奏曲を奏する必要があるのを忘れて退場しようとしてしまい、楽団員に呼び止められたとする説もある。放送は午後7時45分、ナレーターの「我々はマエストロ・トスカニーニが再び登場してくれることを期待するものです」とのコメントで終了した。
トスカニーニは同年6月、『仮面舞踏会』『アイーダ』の録り直しのために計6時間NBC響の指揮を行い、それが生涯最後のタクトとなった。

### シンフォニー・オブ・ジ・エア
トスカニーニが怖れたとおり、楽団は彼の引退に伴って親会社NBCから契約を解消された。楽団員の結束は当初固く、そのまま自主運営に移行、楽団名をシンフォニー・オブ・ジ・エア（The Symphony of the Air）と改称した。この名称は、ラジオ番組に一時期付けられていた題名に基づく（後述）。
彼らは1954年10月27日、カーネギー・ホールにて再出発のコンサートを行った。当夜、彼らは指揮台を空席としてオーケストラのみで演奏を行った。曲目はベルリオーズの序曲『ローマの謝肉祭』、チャイコフスキー『くるみ割り人形』組曲、ドヴォルザークの交響曲『新世界より』、そしてアンコールとしてワーグナー『ニュルンベルクのマイスタージンガー』第1幕への前奏曲であった。これらの決して平易でない曲目を、コンサートマスターのわずかな合図だけによって演奏を行った彼らの腕前は、トスカニーニに17年間鍛えられただけあって確かなものだった。
しかしバックとなる組織を失い、首席指揮者もいない新オーケストラが立ち行かなくなるのも時間の問題だった。彼らはトスカニーニにたびたび客演での指揮を懇請したが、彼にはその気力も体力も残されていなかった。1957年のトスカニーニの死の前後から、若い楽団員の中には他のオーケストラに安定した職を求め退団する者が相次いだ。アルフレッド・ウォーレンスタインやイーゴリ・マルケヴィチの客演によって楽団員のレヴェルこそ高かったものの、昔日の栄光を忘れられない団員を中心に活動は9年間も継続され（うち1955年には海外のプロオーケストラとしては戦後初の例となる来日公演も行っている）、「死ぬことを拒んだオーケストラ」（the orchestra that refused to die）なる異名まで頂戴したが、最終的には1963年にシンフォニー・オブ・ジ・エアは正式に解散し、NBC交響楽団以来26年の歴史にピリオドを打った。

## 放送

### 演奏会場と録音
演奏は当初、ニューヨーク、ロックフェラー・センター内RCA本社ビル8階にある8Hスタジオにコンサート・ホールと同様の舞台を設置、最大で1400人の聴衆を迎え入れて放送された。
同スタジオは主にラジオ・ドラマや話し言葉収録用に設計されており、吸音性が強く、そこでのオーケストラ演奏は必要以上に「乾いた」「スタッカートの効いた」印象を聴く者に与え、通常のコンサート・ホールの音響とは大きく異なっていた。トスカニーニがどうしてこのスタジオでの収録を認めたのかについては様々の説がある。
- 単に大聴衆を収容できるスタジオが他に存在しなかったため。
- トスカニーニ自身、もとから「乾いた」「クリアーな」サウンドが好みだった。
- 加齢に伴う聴覚の微妙な障害から、必要以上に輪郭のはっきりした音響を志向していた可能性。
- 通常のホールから放送された場合、残響が効きすぎて音がぼやける傾向にあるのに対し、このスタジオの音響はラジオでの放送ではちょうどよい「丸み」を帯びた（この趣旨を述べている同時代人は多い）。今日発売されている音源は（海賊版を別にすれば）このラジオの過程を経ていないので、当然乾いたサウンドになる。

なお、マイクロフォンの設置場所とその本数、残響板の設置に関してもNBCラジオの技術者は様々の試行錯誤を続けており、特に1930年代の録音は不安定とされている。1939年から1940年のシーズンでは、電気的残響を放送に付加する試みもなされた。
しかし一方で、トスカニーニもオーケストラも、このスタジオの音響にはかなり悩まされたというNBC交響楽団の楽団員による証言も残っている。
1941年から1942年のシーズン以前に8Hスタジオは大幅な音響改修工事が施され、上記の欠点のいくつかは改善をみたとされる。また、もう一人の常任指揮者ストコフスキーが8Hスタジオを好まなかったこと、また1950年に8Hスタジオがテレビ放送用スタジオに再改装されたこともあり、次第にコスモポリタン・オペラ・ハウス（シティ・センターともいう）やカーネギー・ホールなど別会場を使用しての公開録音も増加した。1954年4月4日の有名なトスカニーニの最終コンサートも、そうしたカーネギー・ホールでの開催だった。
放送セッションは一般公開された。プログラムのページをめくる音をマイクロフォンが拾うことを怖れて、会場で配布されるプログラムは絹に印刷され、また遅刻入場、咳などは厳禁とされていた。1937年当時のアメリカの法律では、公開放送に聴衆を招く際は有料であってはならない、とされていたので、観覧希望者はNBC放送局に参加を求める手紙を送り、抽選で入場整理券が返送された。トスカニーニの初御目見えにあたる1937年12月25日の場合、8Hスタジオの1400人の収容人数に対して参加希望者5万人超が殺到した。あるいは放送局関係者の「コネ」を頼る方法もあり、ドイツから亡命中の作家トーマス・マンもこの方法で1938年3月5日（最初のシーズンの最終日）に会場8Hスタジオにいたことがわかっている。
いずれの演奏会場でも、セッションはNBCの技術者によって同時録音もされている。当初は17インチ径の特別仕様アセテート盤が使用され、後に1951年から1952年のシーズンからはオープンリール・テープも併用された。RCA社から発売されている「公式」リリースの多くはこうした原盤に基づいており、必要な場合リハーサル時の録音によって瑕疵を補修している。あるいはリハーサル時の録音に対してのみトスカニーニが発売許諾を与えているケースもある。またこれとは別系統の録音として、NBC系列ネットワーク局で後日放送するためのテープが流出したもの、愛好者が個人的に放送をエア・チェックした海賊版などさまざまの音源が存在する。NBC響の録音を評価するときはどこの会場のものであり、それは放送の同時収録に基づくものか、リハーサルも含むものか、放送のエア・チェックか、を吟味する必要があるとされる。

### スポンサー
放送はクラシック音楽を愛好する聴取者に大いに歓迎されたが、安定的なスポンサーを得ることは困難だった。1943年から1944年のシーズンになって初めて、大手自動車会社ゼネラルモーターズ (GM) が放送の単独スポンサーとなり、番組自体この時 "The General Motors Symphony of the Air" と命名された。GMのスポンサーシップを得たことで番組の財政はやや潤沢になったらしく、来たるべき数回の放送の予定プログラムとその曲目解説、ならびに数葉の写真を挿入したニューズ・レター "Symphony Notes" も希望する聴取者に配布されるようになった。
もっとも、このGMのスポンサーシップも3シーズンで終了してしまい、結局全17シーズン中フル・タイムでの提供を得られたのは合計でもわずか5シーズンであった。このため番組中で「NBCの他番組提供会社の商品を積極的にお買い求め下さい。それがこの交響楽団を助けます」などというナレーションが挿入されることもあった。
トスカニーニの引退が仮に数年遅かったとしても、番組が結局のところ商業的には不成功であったこと、また大戦後のアメリカの放送業界がテレビジョン放送への投資を急速に進めていたことで、NBC交響楽団は遅かれ早かれ解散の宿命であった、と考える関係者は多いし、そのトスカニーニの引退自体、親会社NBCからの有形無形の圧力の結果ではないか、との説もある。

### 放送時間・フォーマット
1940年から1941年シーズンまでの4年間は通常放送時間枠1時間30分、それ以降は1時間であった。ただし曲目によっては数分から数十分の延長もあった。
当初4シーズンはクラシック愛好者の聴取が最も期待できた日曜日午後10時からの放送だったが、スポンサーが得られなかったことも影響して、この「ゴールデン・タイム」の放送は長続きせず、土曜日の午後6時30分からの1時間放送とされることが多かった。この時間帯は平均的な聴取層が家族で街に出かける、あるいは静かに夕食をとる（当時ラジオを聴きながらの食事は考えにくかった）時間であり、適切な放送時間帯とは言えなかったが、NBC関係者はアメリカ人の生活パターンをよく知らないトスカニーニを言いくるめて、時間変更を了承させたという。
番組でははじめに全体のプログラムの紹介があり、曲の前にはその曲目の簡単な解説が加えられた。時には聴取者から寄せられた「番組への感想」が読み上げられることもあったという。ゲストとして招かれた著名人が赤十字など慈善団体への寄付を呼びかけることもあった。第二次世界大戦中の放送では、「NBC交響楽団の楽団員は年収の10%を戦時国債購入に自主的に拠出することに決定しました。この番組の聴取者もそれに倣ってください」などというあからさまなプロパガンダも多かった。

## トスカニーニの録音・映像記録
1937年当時トスカニーニの録音は意外と少なかった。彼はミラノ・スカラ座の音楽監督（1898年-1903年、1906年-1908年、1921年-1929年）、ニューヨーク・メトロポリタン歌劇場の首席指揮者（1908年-1915年）、ニューヨーク・フィルハーモニックの常任指揮者（1926年-1936年）の要職を歴任、その他客演としてはバイロイト音楽祭（1930年-1931年）、ザルツブルク音楽祭（1935年-1937年）でもタクトを振るっている。
これに対して、NBC交響楽団との17年の共演は作曲家総数107に及び、ヴィヴァルディからバーバーの最新作『弦楽のためのアダージョ』（1938年11月5日、トスカニーニとNBC響の放送が世界初演）に至るまでのトスカニーニの主要レパートリーを網羅しており、音質的にも愛聴に耐えるレベルである。彼のレパートリーのもう一つの柱であったオペラでは演奏会形式での少数の録音しかないが、トスカニーニを知るにはこのNBC響との録音は避けて通れない一級資料である。
またNBC響は、トスカニーニの映像記録も残した。1948年3月20日午後6時30分からNBCが公演をテレビ生中継したのがその最初である。実はこの時NBCは「世界初のコンサート・ライブ中継」を企てていたが、ライヴァル局CBSがそれを出し抜き、ユージン・オーマンディ指揮フィラデルフィア管弦楽団のライブを同日午後5時から放映したことで、世界初の栄冠は逸している。最終的には9回のコンサートが生中継され、それらはトスカニーニの指揮ぶりを知る数少ない資料のひとつとなっている。

## 他指揮者との共演
NBC交響楽団はトスカニーニ以外、上述のロジンスキ、モントゥー、ストコフスキーに加えて、例えば以下の指揮者との共演も行っている。
10回以上の共演が確認されている指揮者
（初共演の順、（）内は出演年）
- ディミトリ・ミトロプーロス（1938年、1941年、1945年、1949年）
- ブルーノ・ワルター（1939年、1940年、1951年、1957年）
最後の共演は、シンフォニー・オブ・ジ・エアーになってからの、トスカニーニの追悼演奏会。
- ジョージ・セル（1941年、1942年）
- フリッツ・ライナー（1942年、1946年、1949年、1950年、1951年、1952年）
- ユージン・オーマンディ（1944年、1951年、1952年）
- エーリヒ・クライバー（1946年、1947年、1948年）
- エルネスト・アンセルメ（1948年、1949年、1950年）
- グィード・カンテッリ（1949年、1950年、1951年、1952年、1953年、1954年）

10回未満の共演が確認されている指揮者
（初共演の順、（）内は出演年）
- カルロス・チャベス（1938年）
作曲家として名高い。
- ハワード・ハンソン（1938年）
作曲家として名高い。
- ヒュー・ロス（1938年）
後述のロバート・ショウや、ワーグナー合唱団を率いたロジェ・ワーグナーと並ぶ、アメリカの合唱指揮者の大御所である。
- エイドリアン・ボールト（1938年）
- ベルナルディーノ・モリナーリ（1938年、1940年）
- ウィリアム・スタインバーグ（1938年、1939年、1940年）
- ハンス・ランゲ（1939年、1947年、1948年）
ニューヨーク・フィルの副指揮者を務めていた。
- アルベルト・エレーデ（1939年）
NHK招聘のイタリア歌劇団公演で知られている。この時の出演は、ジャン＝カルロ・メノッティの「泥棒とオールドメイド」世界初演の指揮であった（1939年4月22日）。
- デジレ・デフォー（1939年、1942年）
- アルフレッド・ウォーレンスタイン（1941年、1947年）
- ロリン・マゼール（1941年）
出演当時は11歳の少年であった。
- エフレム・クルツ（1941年、1946年）
- フアン・ホセ・カストロ（1941年）
- アーネスト・マクミラン（1941年）
- ディーン・ディクソン（1942年）
アメリカ初の黒人のクラシック指揮者である。
- フランク・ブラック（1942年、1946年、1947年）
- ニコライ・マルコ（1942年）
- エーリヒ・ラインスドルフ（1942年、1948年、1950年）
NBC響には指揮者として出演したほか、ピアノ協奏曲でないピアノを要する作品でピアニストとしても出演している。
- マルコム・サージェント（1945年）
出演中にイェフディ・メニューインと共演している（1945年2月25日）。
- レナード・バーンスタイン（1946年）
この当時はRCA専属。モーリス・ラヴェルのピアノ協奏曲を弾き振りで演奏した（1946年6月2日）。
- ウラディミール・ゴルシュマン（1946年）
NBC響では、ウィリアム・カペルとの録音がある。
- フランコ・アウトリ（1946年）
- アレクサンダー・スマレンス（英語版）（1946年）
- ロバート・ショウ（1946年）
- ファビエン・セヴィツキー（1946年）
セルゲイ・クーセヴィツキーの親戚である。
- ハンス・シュヴィーガー（1946年、1947年、1948年）
ほんの短期間ながら、東京音楽学校で教鞭をとったことがある。
- ウィルフレッド・ペルティエ（英語版）（1946年、1949年、1951年）
- オイゲン・シェンカー（Eugen Schenker）（1947年）
- ミルトン・ケイティムス（英語版）（1947年、1948年、1949年、1950年、1951年、1952年、1953年）
NBC響のヴァイオリン奏者である。
- アイズラー・ソロモン（1947年）
- アレクサンダー・ヒルスベルク（Alexander Hilsberg）（1948年、1951年）
ロシアからの亡命音楽家で、長くフィラデルフィア管弦楽団のコンサートマスターを務めた。
- マッシモ・フレッチャ（1948年、1951年、1952年）
- シグマンド・ロンバーグ（1949年、1950年）
ミュージカル作曲家として名高い。
- アーサー・フィードラー（1949年）
- アンタル・ドラティ（1949年）
- イオネル・ペルレア（1950年、1952年）
- ワルター・デュクロ（1951年）
- ピーター・ハーマン・アドラー（1951年）
- フランク・ミラー（1952年）
NBC響の首席チェロ奏者である。
- ワルター・ヘンドル（1952年、1953年）
- リチャード・クーン（1952年）
- トーマス・シッパーズ（1952年）
オペラ指揮者としても名高いが、早世した。
- フランク・ブリフ（1953年）
- ドン・ギリス（1953年）
NBC響のプロデューサーである。
- シャルル・ミュンシュ（1954年）

楽団の性質上、RCAで録音活動をしている指揮者が多い（上記のように、バーンスタインも出演時はRCA所属）。また、アメリカの地方オーケストラのトップを務める指揮者、及び世界的には馴染みが薄く、「無名指揮者列伝」の類に掲載されるような指揮者などが多数出演している一方、バーンスタインやマゼール、ドラティ、ミュンシュなど巨匠（後に巨匠になった人も含める）も出演している。ブラック、ケイティムス、ミラー、ヘンドル、ブリフ、ギリス、アドラーはNBC交響楽団の楽員及び関係者で、後に指揮者に転向した者もいる。来日した指揮者も多い。
なお、1937年頃近衛秀麿が副指揮者あるいは顧問としてNBC交響楽団に関与していたという情報があり、その頃録音されたとするヨハン・シュトラウスの「こうもり」のワルツも存在する。同じく顧問的立場だったストコフスキーとともに米国内の演奏旅行を計画していたとも言われる (en) （ただし、モーティマー・フランクやハーヴェイ・サックスの著作では確認できない）。

## 関連文献
- Sachs, Harvey, ed (2002) (英語). The Letters of Arturo Toscanini. Alfred A. Knopf. ISBN 0-375-40405-8 2020年11月10日閲覧。